# Nakupine
Nakupine su posebno stanje tvari koje čine grozdovi atoma ili molekula. Takva stanja postižu se modernim laserskim tehnikama, koje su omogućile i stvaranje novih oblika tvari i spojeva. Prije razvoja modernih tehnika bio je poznat malen broj tvari svojstava sličnih nakupinama, na primjer plastični sumpor u obliku lanaca sumpornih atoma međusobno povezanih jakim jednostrukim kovalentnim vezama.

## Agregatna stanja
Agregatno stanje je stanje tvari opisano kvalitativnim svojstvima koja ovise o temperaturi i tlaku. Agregatno stanje je stanje mnoštva molekula neke tvari. Na prvi pogled postoje 3 osnovna stanja u kojima se tvari pojavljuju: čvrsto (volumen i oblik gotovo stalni), tekuće (volumen stalan, bez određenog oblika) i plinovito (popunjava volumen posude u kojoj se nalazi). Većina tvari se, ovisno o uvjetima, može pojavljivati u svim trima stanjima. Tako voda, ovisno o tlaku i temperaturi, može biti, pored tekućega, i u čvrstom (led) i u plinovitom stanju (para) (fazni dijagram). S mikroskopskog stajališta agregatna stanja se mogu razlikovati prema uređenosti atoma odnosno molekula. Plinovito stanje odlikuje odsutnost bilo kakva reda dok kod kristala postoji uređenost duga dosega. Tekućine predstavljaju stanje između plinovitoga i kristaliničnoga; uređenost je ograničena dosega. Amorfne tvari (na primjer staklo), iako čvrste, imaju uređenost kratka dosega pa se mogu smatrati pothlađenim tekućinama odnosno tekućinama s vrlo velikom viskoznošću. Stanje označeno kao tekući kristal ima neke značajke kristala a neke tekućina, ali općenito ima posebna svojstva. Često se kao četvrto stanje promatra plazma (električki vodljivo sredstvo koje se sastoji od ioniziranih čestica). U posljednje se doba nakupine (grozdovi) atoma ili molekula, smatraju posebnim stanjem tvari, jer se ponašaju različito i od krutih tijela i od pojedinačnih atoma ili molekula. Promjena agregacijskih stanja ovisi isto tako o veličini čestica i jačini privlačnih sila.

### Fulereni
Fulereni su treća alotropska modifikacija ugljika (uz dijamant i grafit), organske tvari s kuglastim šupljim molekulama u obliku pravilnih poliedara, koje se sastoje od ugljikovih atoma povezanih u 12 peterokuta i različit broj šesterokuta. Prvi, ujedno i najmanji fuleren, buckminsterfullerene, otkriven je 1985., a nazvan prema američkom arhitektu Richardu Buckminsteru Fulleru (1895. – 1983.) zbog sličnosti s njegovim projektom geodezijske kupole. Molekula mu se sastoji od 60 ugljikovih atoma u 12 peterokuta i 20 šesterokuta i slična je nogometnoj lopti. Fulereni su vrlo stabilne kristalne i tvrde tvari, od kojih se očekuje da će zbog svoje jedinstvene građe i svojstava naći primjenu kao supravodiči, maziva, katalizatori, prijenosnici ljekovitih tvari u organizmu i drugo.